# Anton Petrea
Anton „Toni” Petrea (n. 9 martie 1975, Brăila, România) este un antrenor român de fotbal și fost fotbalist.

## Cariera de antrenor

### FCSB
Pe 15 iulie 2020, Petrea a fost numit noul antrenor principal al echipei Liga I FCSB. A plecat din club pe 25 mai 2021.
Pe 15 noiembrie 2021, s-a întors la FCSB. La 25 iulie 2022, a demisionat din funcție.

### Chindia Târgoviște
Pe 21 septembrie 2022, a fost anunțat că va conduce un alt club din Liga I Chindia Târgoviște.

## Statistici de carieră

### Statistici de antrenor
La meci disputat pe 24 august 2023..
| Echipă             | Început contract  | Încheiat contract | Arhivă | Arhivă | Arhivă | Arhivă | Arhivă | Arhivă | Arhivă | Arhivă |
| Echipă             | Început contract  | Încheiat contract | G      | W      | D      | L      | GF     | GA     | GD     | Win %  |
| ------------------ | ----------------- | ----------------- | ------ | ------ | ------ | ------ | ------ | ------ | ------ | ------ |
| FCSB               | 15 July 2020      | 25 May 2021       | 48     | 26     | 10     | 12     | 81     | 47     | +34    | 54,17  |
| FCSB               | 15 November 2021  | 25 July 2022      | 28     | 17     | 6      | 5      | 53     | 27     | +26    | 60,71  |
| Chindia Târgoviște | 21 September 2022 | 8 June 2023       | 33     | 10     | 10     | 13     | 33     | 43     | −10    | 30,3   |
| Universitatea Cluj | 9 June 2023       | 24 August 2023    | 6      | 1      | 3      | 2      | 10     | 13     | −3     | 16,67  |
| Total              | Total             | Total             | 115    | 54     | 29     | 32     | 177    | 130    | +47    | 46,96  |

## Palmares
Ca antrenor
Cupa României: 2019-2020